# Campeonato de Primera División 1916 (Argentina)
La Copa Campeonato 1916 fue el vigésimo octavo torneo de la Primera División del fútbol argentino. Se desarrolló desde el 26 de marzo al 24 de diciembre. 
El campeón fue el Racing Club, que se consagró tras vencer 2–0 a Ferro Carril Oeste como local en la vigésima fecha. De esta manera, alcanzó su cuarto título consecutivo, continuando con la histórica serie del heptacampeonato, y logró clasificar a la Copa Ibarguren 1916 contra Rosario Central, campeón de la Copa Nicasio Vila 1916.

## Ascensos y descensos
| Pos | Equipo ascendido        |
| --- | ----------------------- |
| 1.º | Gimnasia y Esgrima (LP) |

| Pos  | Equipos descendidos en la temporada 1915 |
| ---- | ---------------------------------------- |
| 22.º | Kimberley                                |
| 23.º | Defensores de Belgrano                   |
| 24.º | Comercio                                 |
| 25.º | Floresta                                 |

De esta manera, el número de participantes se redujo a 22.

## Equipos
| Equipo               | Ciudad       |
| -------------------- | ------------ |
| Argentino de Quilmes | Quilmes      |
| Atlanta              | Buenos Aires |
| Banfield             | Banfield     |
| Belgrano Athletic    | Buenos Aires |
| Boca Juniors         | Buenos Aires |
| Columbian            | Buenos Aires |
| Estudiantes          | Buenos Aires |
| Estudiantes          | La Plata     |
| Estudiantil Porteño  | Buenos Aires |
| Ferro Carril Oeste   | Buenos Aires |
| Gimnasia y Esgrima   | Buenos Aires |
| Gimnasia y Esgrima   | La Plata     |
| Huracán              | Buenos Aires |
| Independiente        | Avellaneda   |
| Platense             | Buenos Aires |
| Porteño              | Buenos Aires |
| Quilmes              | Quilmes      |
| Racing Club          | Avellaneda   |
| River Plate          | Buenos Aires |
| San Isidro           | San Isidro   |
| San Lorenzo          | Buenos Aires |
| Tigre                | Victoria     |

## Tabla de posiciones final
| Pos  | Equipo                  | Pts | PJ | G  | E | P  | GF | GC | Dif |
| ---- | ----------------------- | --- | -- | -- | - | -- | -- | -- | --- |
| 1.º  | Racing Club             | 34  | 21 | 15 | 4 | 2  | 39 | 10 | 29  |
| 2.º  | Platense                | 30  | 21 | 12 | 6 | 3  | 25 | 13 | 12  |
| 3.º  | River Plate             | 29  | 21 | 10 | 9 | 2  | 27 | 10 | 17  |
| 4.º  | Gimnasia y Esgrima (LP) | 27  | 21 | 9  | 9 | 3  | 21 | 12 | 9   |
| 5.º  | Huracán                 | 26  | 21 | 11 | 4 | 6  | 31 | 16 | 15  |
| 6.º  | Estudiantil Porteño     | 26  | 21 | 10 | 6 | 5  | 37 | 22 | 15  |
| 7.º  | San Lorenzo             | 23  | 21 | 9  | 5 | 7  | 16 | 25 | -9  |
| 8.º  | Porteño                 | 22  | 21 | 7  | 8 | 6  | 32 | 26 | 6   |
| 9.º  | Gimnasia y Esgrima (BA) | 21  | 21 | 8  | 5 | 8  | 31 | 29 | 2   |
| 10.º | Tigre                   | 21  | 21 | 8  | 5 | 8  | 22 | 28 | -6  |
| 11.º | Argentino de Quilmes    | 20  | 21 | 7  | 6 | 8  | 25 | 23 | 2   |
| 12.º | Estudiantes (LP)        | 20  | 21 | 6  | 8 | 7  | 26 | 26 | 0   |
| 13.º | San Isidro              | 20  | 21 | 7  | 6 | 8  | 29 | 32 | -3  |
| 14.º | Boca Juniors            | 20  | 21 | 7  | 6 | 8  | 25 | 29 | -4  |
| 15.º | Independiente           | 20  | 21 | 6  | 8 | 7  | 13 | 17 | -4  |
| 16.º | Columbian               | 19  | 21 | 6  | 7 | 8  | 24 | 26 | -2  |
| 17.º | Atlanta                 | 17  | 21 | 5  | 7 | 9  | 17 | 24 | -7  |
| 18.º | Banfield                | 16  | 21 | 4  | 8 | 9  | 20 | 31 | -11 |
| 19.º | Estudiantes (BA)        | 15  | 21 | 5  | 5 | 11 | 27 | 33 | -6  |
| 20.º | Ferro Carril Oeste      | 15  | 21 | 6  | 3 | 12 | 28 | 39 | -11 |
| 21.º | Belgrano Athletic       | 13  | 21 | 5  | 3 | 13 | 20 | 40 | -20 |
| 22.º | Quilmes                 | 8   | 21 | 2  | 4 | 15 | 12 | 36 | -24 |

|  |            |
|  | Campeón    |
|  | Descendido |

## Descensos y ascensos
Se produjo el descenso de Belgrano Athletic y Quilmes, y el ascenso de Sportivo Barracas, con lo que el número de participantes para el campeonato de 1917 se redujo a 21.

## Copas nacionales
Durante la temporada se disputaron también las siguientes copas nacionales:
- Copa Dr. Carlos Ibarguren: ganada por Racing Club.
- Copa de Competencia Jockey Club: ganada por Rosario Central.
- Copa de Honor: ganada por Rosario Central.